# مجزرة الناصرية
مجزرة الناصرية هي سلسلة أعمال قتل مُمنهجة استهدفت المُتظاهرين العراقيين في مدينة الناصرية مركز محافظة ذي قار العراقية بين يومي 28 تشرين الثاني-30 تشرين الثاني 2019، عقب يوم واحد من حادثة حرق القنصلية الإيرانية في النجف. وقد ذهب ضحية هذه المَقْتلة زهاء 70 قتيلًا وأكثر من 225 جريحًا في 28 تشرين الثاني، بينما قُتِل 15 متظاهرًا وجُرِح 157 آخرين في 30 تشرين الثاني. أدّت المجزرة إلى إقالة الفريق جميل الشمري من رئاسة خلية الأزمة المُكلفة بمعالجة الأوضاع في المحافظات الجنوبية، هذا وأعلن رئيس الوزراء العراقي عادل عبد المهدي في 29 تشرين الثاني نيته تقديم استقالته إلى البرلمان، في حين استقال في ذلك اليوم كل من محافظ ذي قار عادل الدخيلي، وقائد شرطة ذي قار اللواء الركن محمد زيدان القريشي الذي أصدر أمر بسحب جميع القوات الأمنية إلى مقرها ومنع إطلاق الرصاص الحي قبل استقالته. لم تؤد كل هذه الاستقالات من تهدئة المتظاهرين، خاصة أن عمليات القتل ظلت مستمرة في الناصرية والنجف. إثر ذلك وافق البرلمان العراقي في 1 كانون الأول على إقالة عبد المهدي الذي كان قد قدّم استقالته لرئيس البرلمان العراقي محمد الحلبوسي في 30 تشرين الثاني 2019.

## خلفية
في 27 تشرين الثاني 2019، هاجم متظاهرون من النجف على البعثة الدبلوماسية الإيرانية في النجف المحافظة العراقية المُقدّسة الموصوفة بأنها «عاصمة التشيّع في العالم»، تنديدًا بالتدخلات العسكرية والسياسية الإيرانية في العراق، نتج عن ذلك حرق كامل مبنى القنصلية وإنزال علم إيران ورفع علم العراق بدلًا عنه. سرعان ما ندّدت الحكومة الإيرانية بالهجوم، ووصفته بأنّه تم من قبل «مُندسين وعملاء للخارج» وذلك على لسان السفير الإيراني «إيرج مسجدي» في بغداد، مطالبة باتخاذ إجراءات حازمة ضد مهاجمي قنصليتها في مدينة النجف. هذا ووصف حسين شريعتمداري ممثل المرشد الإيراني علي خامنئي ورئيس تحرير صحيفة كيهان المحافظة الإيرانية، المُتظاهرين النجفيين بأنهم من «الأوباش المأجورين»، قائلًا أن إضرام النار بمبنى القنصلية في النجف يهدف إلى «إضعاف محور المقاومة»، مُطالبًا الحشد الشعبي «باقتلاع جذور المتظاهرين» على حد تعبيره.

## مكان
مدينة الناصرية مركز محافظة ذي قار
جسر الشهداء ( جسر الزيتون سابقاً )

## أحداث
بدأت عمليات القتل ليل الأربعاء 27 تشرين الثاني 2019 وصباح يوم الخميس 28 تشرين الثاني، وذلك في أعقاب حرق القنصلية الإيرانية في النجف، وترّكزت عند جسر الزيتون القريب من ساحة الحبوبي - مركز الاحتجاجات والاعتصام - في المدينة. حاولت قوات الأمن منع المتظاهرين من السيطرة على الجسر، ولكن سيطر المتظاهرون في نهاية المطاف على الجسر بعد أن اضطرت قوات الأمن الانسحاب من هناك، ثم ما لبثوا حتى أحرقوا مقر قوات التدخل السريع. ورصدت مقاطع فيديو متداولة، لحظات إطلاق قوات الأمن الرصاص بصورة عشوائية ومرعبة على المتظاهرين. وسيطر المتظاهرون على جسري النصر والزيتون منذ أيام، وذلك في إطار خطواتهم الاحتجاجية. وفي محاولة لوقف الاحتجاجات، أعلنت الحكومة العراقية، فرض حظر التجوال في مدينة الناصرية، إلّا أن تلك الخطوة لم تفلح. وخلال ساعات، بدأت حصيلة القتلى في الارتفاع شيئًا فشيئًا، حتى وصلت إلى 32 قتيلًا في مساء يوم الخميس، إضافة إلى إصابة أكثر من 225 جريحا في المواجهات.

## ضحايا المجزرة
فيما يلي أسماء بعض ضحايا هذه المجزرة:
| - أحمد حسين كشكول - أحمد حمزة حسين - أحمد رضا منخي - أمجد هادي عبود - أمير مدلول سعدون - حسين زويّد شطب - حمزة كامل جادر | - حميد علي رهيف - حيدر سعد دليم - حيدر علي عبد - سلام محمد فرحان - عباس ماجد عبد المحسن - علي ساير سعود - علي عادل حواس | - علي عبد الأمير عزيز - عمر سعدون شتام - عمر كاظم مطير - فراس رميض دراي - كرّار سراي حسين - مصطفى أحمد عبد المهدي - مقتدى ميثم كاظم - منتظر أحمد جواد |

فضلا عن الجرحى الذين استشهدوا فيما بعد.

## مقالات ذات صلة
- الاحتجاجات العراقية 2019
- حرق القنصلية الإيرانية في النجف
- حرق القنصلية الإيرانية في كربلاء
- مجزرة السنك و الخلاني
- مجزرة ساحة الصدرين
- مجزرة الناصرية (مارس 1922)